# Pedro Mendy
Pedro Mendy (1872. - nepoznato) urugvajski je mačevalac. Nastupio je na Olimpijskim igrama 1924. u Parizu u disciplini floret pojedinačno te sablja pojedinačno i momčadski.
Brat je još jednog poznatog urugvajskog mačevaoca - Dominga Mendyja.